# Leigh Hunt
James Henry Leigh Hunt (Southgate, London mellett, 1784. október 19. – Putney, 1859. augusztus 28.) angol író, költő.

## Életútja
John bátyjával 1808-ban a radikális whig-párti Examiner című lapot, később a The Reflector és Lord Byronnal a The Liberal című negyedévenként megjelenő lapokat alapította. Lefordította Tasso Amintaját és modern angol nyelvre ültette át Chaucer novelláit. Összegyűjtött költői művei Poetical works (London, 1875) címmel jelentek meg. Leveleit (Correspondence) fia, Thornton Hunt adta ki (London, 1862).

## Nevezetesebb művei
- Critical essays on the performances of the London theatres (1807)
- On the folly and danger of methodism (1809)
- The story of Rimini (költemény, mely Hunt főműve, 1816)
- Lord Byron and some of his contemporaries (1828)
- Sir Ralph Esher (regény, 1832)
- Classic tales (1833, 5 kötet)
- Captain Swood and Captain Pen (tréfás költemény, 1835)
- A legend of Florence (dráma, 1840)
- The Palfrey (költemény, 1842)
- Imagination and fancy (Róma, 1845)
- Men, women, and books (1847, 2 kötet, újabb kiadás 1870)
- A jar of honey from Mount Hybla (1847)
- The town (1848)
- Readings for railways (1850)
- Autobiography and reminiscences (1850, 3 kötet, újabb kiadás 1861)
- The fourth estate (az angol sajtó története, 1852)
- The religion of the herf (1853)
- Notices of Wycherley, Congreve, Vanbrugh and Farguhar (1855)
- The old Court Suburb (1855, 2 kötet)

## Magyarul
- Felkelés hideg reggeleken; A sertésterelés varázsáról és buktatóiról; ford. Julow Viktor; in: Hagyomány és egyéniség. Az angol esszé klasszikusai; vál. Európa Könyvkiadó munkaközössége, közrem. Ruttkay Kálmán, Ungvári Tamás, utószó Abody Béla, jegyz. Abádi Nagy Zoltán; Európa, Bp., 1967
- Messzi országok / Ablakodba virág / Keleti szél / Őszi tűzgyújtás / Az Öregúr / Az Idős Hölgy / Kávéházakról, dohányzásról / Zimankó / Külvárosi vasárnap / Halál, temetés / Kikelet / Merengés a költészet mezsgyéjén / Éjjeli séták haza / Ablakok / Nyári reggel / Teázás / Tűnődés az álomról / Teázás / Tűnődés az álomról / Vízi ember szárazon / Horgászat / Macskánk a tűznél / Apró gyermek halála / Égen föld / Ilyenkor, meleg napon / Ilyenkor, hideg napon; ford. Bartos Tibor; in: Az angol postakocsi. Angol romantikus esszék; vál., jegyz. Ruttkay Kálmán, ford. Bartos Tibor, Julow Viktor, életrajzi jegyz. Ferencz Győző; Európa, Bp., 1986